# Espen Musæus
Per Espen Musæus (21 ottobre 1975) è un ex calciatore norvegese, di ruolo attaccante.

## Carriera

### Club
Musæus vestì la maglia del Vålerenga dal 1995 al 2001. Esordì in squadra il 22 aprile 1995, quando fu titolare nel successo per 0-2 sul campo dello Stabæk. Il 30 aprile dello stesso anno, segnò la prima rete, nella sconfitta casalinga per 1-2 contro lo HamKam. Contribuì al successo finale nella Coppa di Norvegia 1997.
Nel 2002 passò al Brann, per cui debuttò il 13 aprile, sostituendo Thorstein Helstad nella sconfitta per 2-0 sul campo del Molde. Nel corso dello stesso anno, si trasferì al KFUM Oslo.

## Palmarès

### Club

#### Competizioni nazionali
- Coppa di Norvegia: 1

Vålerenga: 1997